# Прођето Казе Копито 3 (Л'Аквила)
Прођето Казе Копито 3 (итал. Progetto Case Coppito 3) је насеље у Италији у округу Л'Аквила, региону Абруцо.
Према процени из 2011. у насељу је живело 1294 становника. Насеље се налази на надморској висини од 692 м.